# Самјуел Палмер
Самјуел Палмер (енгл. Samuel Palmer; 27. јануар 1805 — 24. мај 1881) био је британски пејзажни сликар, бакропис, графичар и писац. Палмер је био значајан у романтизму у Британији и стварао је визионарске пасторалне слике. 

## Биографија
Рођен је 27. јануара 1805. у Волворту као син књижара и некада баптистичког свештеника, васпитала га је побожна медицинска сестра. Палмер је сликао цркве од око дванаест година, а први пут је изложио радове инспирисане Вилијамом Тарнером на Краљевској академији када је имао четрнаест година. Преко Џона Линела је упознао Вилијама Блејка 1824. који је утицао на његов рад у наредних десет година који се сматра и његовим најзначајнијим. Сликао је пејзаже на западу Кента. Купио је оронулу викендицу у којој је живео од 1826. до 1835. године приказујући то подручје као полу-рај, мистериозан и визионарски, често приказан у нијансама сепије под светлошћу месеца и звезда. Тамо се Палмер повезао са групом уметника, под Блејковим утицајем, међу којима су Џорџ Ричмонд и Едвард Калверт. Године 1828. се придружио свом оцу у Енглеској где се заљубио у четрнаестогодишњу Хану Линел, ћерку сликара Џона Линела, којом се касније оженио. Године 1835. се вратио у Волворт када се посветио акварелу који је постајао све популарнији у Енглеској. Како би унапредио своју каријеру са супругом је отишао на двогодишњи медени месец у Италију у трошку њених родитеља 1837. По повратку у Волворт је тражио покровитеље али је више од две деценије био у обавези да ради као приватни мајстор цртања све док се није преселио 1862. године. Када се вратио открио је да је његов брат Вилијам заложио све његове ране слике па је морао да плати велику суму како би их откупио. Постао је пуноправни члан Краљевског друштва акварела 1854. Његова најбоља касна дела обухватају серију акварела Џона Милтона, његове песме L'Allegro и Il Penseroso и бакрописе. Године 1861. му је преминуо старији син Томас Мор Палмер са деветнаест година, од тога се никада није у потпуности опоравио. Живео је на разним местима, у малој колиби и у вили у Кенсингтону. Преминуо је 24. маја 1881. у Редхилу. 
Године 1909. је многа његова дела уништио његов син Алфред Херберт Палмер који је спалио велику количину очевих ручних радова. Џефри Григсон је написао књигу Samuel Palmer 1947. Палмерови радови су утицали на Робина Танера, Грејма Садерланда, Пола Друрија, Џозефа Веба, Ерика Равилијуса, Лоренса Вислера и Клифорда Харпера. Британски музеј је 2005. године сарађивао са Метрополитенским музејом уметности на постављању прве велике ретроспективе његовог рада на двестогодишњицу Палмеровог рођења. Изложба је трајала од октобра 2005. до јануара 2006. и у Метрополитенском музеју уметности од марта до маја 2006. Краљевско друштво акварела је 2012. организовало изложбу „Самјуел Палмер, његови пријатељи и следбеници” која се фокусирала на пејзаже. Подигнуте су три спомен плоче у његову част: незванична плоча се налази у његовом родном месту, друга у Енглеској која садржи плочу која обележава Палмерову резиденцију од 1827. до 1835, трећа се налази у Кенсингтону која означава да је тамо живео од 1851. до 1861. и последња у Редхилу. У Уметничкој галерији у Лондону се налази његов портрет из 1829. године који је насликао Џорџ Ричмонд. Слепа улица у Редхилу изграђена 1960-их је названа по њему.

## Радови
- An address to the Electors of West Kent
- The 1861 Lives Balance Sheet
- On going to Shoreham, Kent to design from Ruth
- With pipe and rural chaunt along